# Martin Kližan
Martin Kližan (Pozsony, Szlovákia, 1989. július 11.) szlovák hivatásos teniszező. Eddigi karrierje során 5 egyéni és 3 páros ATP-tornát nyert meg. Eddigi legnagyobb sikere a 2006-os Roland Garros junior versenyén elért bajnoki címe. Részt vett a 2012-es londoni olimpián ahol egyesben az első fordulóban vereséget szenvedett Andy Roddicktól, párosban pedig Lukáš Lacko partnereként veszített az első fordulóban a Janko Tipsarević, Nenad Zimonjić szerb kettőstől. Korábban edzője volt honfitársa az 1998-as Australian Open elődöntős Karol Kučera. Jelenlegi edzője Martin Hromec.

## ATP-döntői

### Egyéni

#### Győzelmei (5)
| Összesítés                                            | Összesítés |
| ----------------------------------------------------- | ---------- |
| Grand Slam-torna                                      | (0)        |
| ATP World Tour Masters 1000 / ATP Masters Series      | (0)        |
| ATP World Tour 500 Series / International Series Gold | (1)        |
| ATP World Tour 250 Series / International Series      | (3)        |
| ATP World Tour Finals / Tennis Masters Cup            | (0)        |

|   | Dátum                | Torna                                       | Borítás    | Ellenfél a döntőben  | Eredmény a döntőben |
| 1 | 2012. szeptember 23. | St. Petersburg Open, Szentpétervár          | Kemény (f) | Fabio Fognini        | 6-2, 6-3            |
| 2 | 2014. május 4.       | BMW Open, München                           | Salak      | Fabio Fognini        | 2-6, 6-1, 6-2       |
| 3 | 2015. április 12.    | Grand Prix Hassan II, Casablanca            | Salak      | Daniel Gimeno-Traver | 6-2, 6-2            |
| 4 | 2016. február 14.    | ABN AMRO World Tennis Tournament, Rotterdam | Kemény (f) | Gaël Monfils         | 6-7(1), 6-3, 6-1    |
| 5 | 2016. július 17.     | German Tennis Championships 2016, Hamburg   | Salak      | Pablo Cuevas         | 6-1, 6-4            |

### Páros

#### Győzelmei (4)
| Összesítés                                            | Összesítés |
| ----------------------------------------------------- | ---------- |
| Grand Slam-torna                                      | (0)        |
| ATP World Tour Masters 1000 / ATP Masters Series      | (0)        |
| ATP World Tour 500 Series / International Series Gold | (1)        |
| ATP World Tour 250 Series / International Series      | (3)        |
| ATP World Tour Finals / Tennis Masters Cup            | (0)        |

|   | Dátum             | Torna                              | Borítás | Partner        | Ellenfelek a döntőben             | Eredmény a döntőben |
| 1 | 2013. július 28.  | ATP Vegeta Croatia Open Umag, Umag | Salak   | David Marrero  | Nicholas Monroe Simon Stadler     | 6–1, 5–7, [10–7]    |
| 2 | 2014. május 24.   | Open de Nice Côte d’Azur, Nizza    | Salak   | Philipp Oswald | Róhan Bópanna Iszámul-Hak Kuraisi | 6–2, 6–0            |
| 3 | 2015. február 22. | Rio Open, Rio de Janeiro           | Salak   | Philipp Oswald | Pablo Andújar Oliver Marach       | 7–6(3), 6–4         |
| 4 | 2016. július 24.  | Konzum Croatia Open, Umag          | Salak   | David Marrero  | Nikola Mektić Antonio Šančić      | 6–4, 6–2            |

## Eredményei Grand Slam-tornákon
| Grand Slam | Australian Open | Australian Open       | Roland Garros | Roland Garros     | Wimbledon     | Wimbledon         | US Open  | US Open             |
| Év         | Eredmény        | Utolsó ellenfél       | Eredmény      | Utolsó ellenfél   | Eredmény      | Utolsó ellenfél   | Eredmény | Utolsó ellenfél     |
| 2007       | -               | -                     | Selejtező (2) | Selejtező (2)     | -             | -                 | -        | -                   |
| 2008       | -               | -                     | -             | -                 | -             | -                 | -        | -                   |
| 2009       | -               | -                     | -             | -                 | -             | -                 | -        | -                   |
| 2010       | Selejtező (1)   | Selejtező (1)         | Selejtező (3) | Selejtező (3)     | -             | -                 | 1.kör    | Juan Carlos Ferrero |
| 2011       | -               | -                     | -             | -                 | Selejtező (1) | Selejtező (1)     | -        | -                   |
| 2012       | -               | -                     | 2.kör         | Nicolas Mahut     | 2.kör         | Viktor Troicki    | 4.kör    | Marin Čilić         |
| 2013       | 1.kör           | Daniel Brands         | 2.kör         | Rafael Nadal      | 1.kör         | Tomáš Berdych     | 1.kör    | Donald Young        |
| 2014       | 3.kör           | Stéphane Robert       | 3.kör         | Marcel Granollers | 1.kör         | Rafael Nadal      | 2.kör    | Tomáš Berdych       |
| 2015       | 2.kör           | Joáo Sousa            | 2.kör         | Gilles Simon      | 1.kör         | Fernando Verdasco | 2.kör    | Jérémy Chardy       |
| 2016       | 1.kör           | Roberto Bautista Agut | 1.kör         | Daniel Taro       | 1.kör         | Mihail Kukuskin   | 1.kör    | Mihail Juzsnij      |
| 2017       | 1.kör           | Stanislas Wawrinka    | 2.kör         | Andy Murray       | 1.kör         | Novak Đoković     | -        | -                   |

## Év végi világranglista-helyezései
| Év       | 2007 | 2008 | 2009 | 2010 | 2011 | 2012 | 2013 | 2014 | 2015 | 2016 |
| Helyezés | 386  | 633  | 234  | 155  | 117  | 30   | 108  | 34   | 43   | 35   |

## Győzelmei top 10-es játékos ellen évenként
| Szezon    | 2012 | 2013 | 2014 | 2015 | 2016 |
| Győzelmek | 1    | 0    | 2    | 0    | 0    |

### Győzelmei top 10-es játékos ellen részletesen
|      | Ellenfél           | Ranglista | Torna         | Borítás | Forduló     | Eredmény           |
| 2012 |                    |           |               |         |             |                    |
| 1.   | Jo-Wilfried Tsonga | 6         | US Open       | Kemény  | 2. kör      | 6–4, 1–6, 6–1, 6–3 |
| 2014 |                    |           |               |         |             |                    |
| 2.   | Nisikori Kei       | 10        | Roland Garros | Salak   | 1. kör      | 7–6(4), 6–1, 6–2   |
| 3.   | Rafael Nadal       | 2         | China Open    | Kemény  | Negyeddöntő | 6–7(7), 6–4, 6–3   |